# Coinbase
A Coinbase é uma casa de câmbio digital com sede em São Francisco, Califórnia. A empresa intermedia trocas de Bitcoin, Bitcoin Cash, Ethereum, Ethereum Classic, Litecoin, Tezos e muitas outras criptomoedas, com moedas fiduciárias em aproximadamente 32 países e transações e armazenamento de Bitcoin em 190 países em todo o mundo.

## História
A Coinbase foi fundada em junho de 2012 por Brian Armstrong e Fred Ehrsam. O co-fundador da Blockchain.info, Ben Reeves, fazia parte da equipe original, mas depois se separou de Armstrong devido a uma diferença na forma como a carteira da Coinbase deveria operar.
A equipe fundadora restante se matriculou no programa de incubação inicial do verão de 2012 do Y Combinator. Em outubro de 2012, a empresa lançou os serviços para comprar e vender Bitcoin por meio de transferências bancárias.
Em maio de 2013, a empresa recebeu um investimento de US $ 5 milhões na Série A liderado por Fred Wilson da empresa de capital de risco Union Square Ventures. Em dezembro de 2013, a empresa recebeu um investimento de US $ 25 milhões, das firmas de capital de risco Andreessen Horowitz, Union Square Ventures (USV) e Ribbit Capital.

## Listagem na NASDAQ
Em dezembro de 2020, a Coinbase anunciou um pedido de abertura de capital. A empresa pode vir a ser a primeira focada em criptomoedas a entrar na Bolsa de Valores. Com a confirmação, a IPO (oferta pública inicial) da Coinbase seria uma das primeiras de 2021. A Coinbase atingiu uma avaliação pré-IPO de US$ 100 bilhões em leilão privado. Esse valuation faz com que, além de ser a primeira empresa de criptomoedas nativa a abrir capital, ela seja também, a empresa mais valiosa a fazer um IPO. 
No dia 14 de abril de 2020, a empresa realizou sua listagem, abrindo o mercado com um preço referência das ações fixado em em US$ 250. No dia do lançamento, a exchange adicionou uma mensagem oculta na blockchain do BTC, fazendo alusão à mensagem de Satoshi Nakamoto incluída no bloco gênesis. Além disso, Binance e FTX listaram tokens de ações da Coinbase antes da estreia da exchange na Nasdaq. 

## Queixas
Aos 16 de Fevereiro de 2018 a Coinbase reconheceu que para alguns clientes foram estendidos erroneamente os montos elevados pelas compras de crédito e débito de criptomoedas. O problema surgiu quando os bancos e emissores de cartões tinham modificado o código de categoria de vendedor (MCC) para compras de criptomoeda ao começo deste mês. Isso significava que os pagamentos em criptomoeda atualmente vão se tratar como “adiantamento com dinheiro”, e isso significa que os bancos e emissores dos cartões de crédito podem começar cobrar a comissão de clientes por adiantamento com dinheiro por comprar criptomoeda. Isso podia se referir a quaisquer clientes que têm comprado criptomoeda em sua bolsa durante período de 22 de Janeiro a 11 de Fevereiro de 2018. Primeiro, a Visa acusou a Coinbase tendo comunicado a Financial Times que “não são incluídas nenhumas modificações no sistema que levariam à dobragem de transações sobre os que notificam os titulares de cartões”. No entanto, no último requerimento de Visa e Worldpay no blog Coinbase é especificado: “Este problema não foi causado por Coinbase”.
Em Março de 2018 a Quartz comunicou que o número de queixas mensais de clientes em Coinbase subiu a mais de 100%, se referindo aos dados oficiais de Bureau de proteção financeira dos consumidores. Aproximadamente a metade de queixas foi referida à categoria “o dinheiro não foi disponível quando era prometido”.
Aos 26 de Junho de 2019 por causa disso não funcionava o API e o site web, a taxa de câmbio de bitcoin caiu a 1400$.
Em Agosto de 2019 a Coinbase foi apresentada a demanda sobre negligência por causa de malogro de lançamento de Bitcoin Cash.